# Antagonista de los receptores de angiotensina II

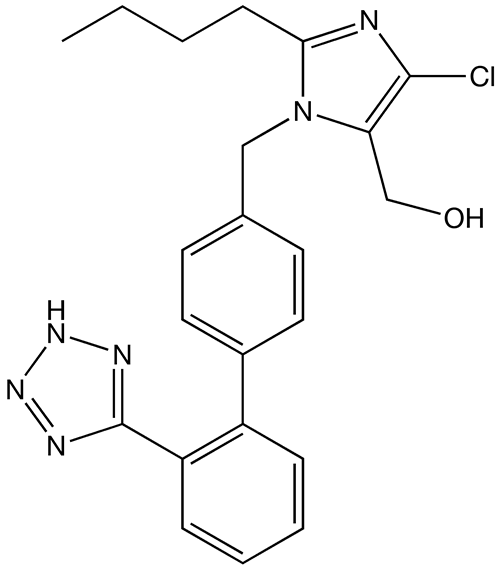
Losartan, el primer antagonista de los receptores de la angiotensina II

Los antagonistas de los receptores de la angiotensina II (ARA-II), también llamados bloqueadores del receptor de la angiotensina (BRA), son un grupo de medicamentos que modulan al sistema renina angiotensina aldosterona. Su principal indicación en medicina es en la terapia para la hipertensión arterial, la nefropatía diabética— que es el daño renal debido a la diabetes mellitus— e insuficiencia cardíaca congestiva. 

## Datos generales
Son bloqueadores del receptor de angiotensina, los cuales se unen con alta afinidad a AT1, trayendo consigo la dilatación del músculo vascular, la reducción de liberación de vasopresina, catecolaminas suprarrenales y aldosterona, entre otras. 
Están aprobado para el tratamiento de la hipertensión arterial, así como renoprotectores en la diabetes mellitus tipo 2.

EFECTOS ADVERSOS
Por lo general son bien tolerados, sin embargo, pueden ocasionar:
-Hipotensión arterial 
-Oliguria
-Azoemia progresiva
-Insuficiencia renal aguda
-Hiperpotasemia (en pacientes con alguna enfermedad renal o en aquello que tomen suplementos de K+ o diuréticos ahorradores de K+)

CONTRAINDICACIONES
No administrar durante el embarazo, debido a su potencial teratogénico.

FÁRMACOS
Losartán
Vía: Oral
Uso: Antihipertensivo, disminuye la agregación plaquetaria
Metabolismo: CYP2F9, CYP3A4
Metabolito: ácido 5-carboxílico
Vida media: 2.5 y 6 a  hrs.
Eliminación: Biliar y renal
Telmisartán
Vía: oral
Tmáx: 0.5 - 1 hora
Vida media: 24 hrs.
Eliminación: Biliar
Valsartán
Vía: oral
Absorción: Alimentos la disminuyen
Vida media: 9 hrs.
Tmáx: 2-4 hrs.
Eliminación: Hepática

CLASIFICACIÓN
La especificidad de cada antagonista del receptor de la angiotensina II se logra por la acumulación de una combinación de tres parámetros farmacodinámicos y farmacocinéticos:
1. Inhibición del fármaco al nivel más bajo o a las 24 horas. Este es un parámetro de importancia clínica, pues relaciona la cantidad de bloqueo o inhibición del efecto de la angiotensina II sobre el alza de la presión sanguínea. Algunos inhibidores en esta categoría de los que se conoce el porcentaje de inhibición a las 24 horas incluyendo sus dosis, son:
  1. Valsartán 80mg 30%
  2. Telmisartán 80mg 40%
  3. Losartán 100mg 25- 40%
  4. Irbesartán 150mg 40%
  5. Irbesartán 300mg 60%
  6. Olmesartán 20mg 61%
  7. Olmesartán 40mg 74%
2. Afinidad por el receptor AT1 en vez del receptor AT2, e indica el grado de atracción por el receptor correcto. La afinidad de algunos inhibidores son:
  1. Losartán 1000 veces
  2. Telmisartán 3000 veces
  3. Irbesartán 8500 veces
  4. Olmesartán 12500 veces
  5. Valsartán 20000 veces
3. La tercera área de eficacia del inhibidor es su vida media, que es un indicador de la cantidad de horas que le toma al medicamento para llegar a la mitad de su concentración efectiva. Algunas de las vidas medias conocidas incluyen:
  1. Valsartán 6 horas
  2. Losartán 6- 9 horas
  3. Irbesartan 11- 15 horas
  4. Olmesartan 13 horas
  5. Telmisartan 24 horas

## Usos
Los antagonistas de los receptores de la angiotensina II se usan en medicina principalmente en el tratamiento de la hipertensión arterial cuando el individuo no tolera un inhibidor de la enzima convertidora de angiotensina. De por sí, los ARA-II no inhiben el metabolismo de la bradiquinina u otras quininas, por lo que rara vez se ven asociados con la tos seca y persistente o el angioedema que limita la terapia con un IECA. Recientemente se han empezado a usar los ARA-II dentro del tratamiento para la insuficiencia cardíaca, igualmente para pacientes que no toleran los IECA, en particular el candesartán. Por su parte, el irbesartán y el losartán tienen datos de experimentos que han demostrado beneficios en pacientes hipertensos con diabetes mellitus tipo II, y puede que sean eficaces retrasando la aparición o progreso de una nefropatía diabética. El candesartán se ha usado experimentalmente en el tratamiento preventivo de la migraña, mientras que el losartan está en estudio como tratamiento para la fibrosis pulmonar
Los bloqueadores del receptor de la angiotensina II tienen diferentes potencias en su efecto controlador de la hipertensión arterial, mostrando tensiones arteriales estadísticamente diferentes uno del otro a dosis máximas. Al ser usados clínicamente, el agente escogido para cada caso variará dependiendo del grado de respuesta deseada sobre la presión arterial.

## Detalles de cada fármaco
| Medicamento | Nombre comercial | Vida media biológica [h] | Unión a proteína [%] xzmn | Biodisponibilidad [%] | Expulsión renal/hepática [%] | Interacción con alimentos | Dosis diaria [mg] |
| ----------- | ---------------- | ------------------------ | ------------------------- | --------------------- | ---------------------------- | ------------------------- | ----------------- |
| Losartan    | Cozaar           | 6-9 h                    | 98.7%                     | 33%                   | 10%/90%                      | Minimal                   | 50–100 mg         |
| EXP 3174    |                  | 6–9 h                    | 99.8%                     | –                     | 50%/50%                      | –                         | –                 |
| Candesartan | Atacand          | 9h                       | >99%                      | 15%                   | 60%/40%                      | No                        | 4–32 mg           |
| Valsartan   | Diovan           | 6 h                      | 95%                       | 25%                   | 30%/70%                      | No                        | 80–320 mg         |
| Irbesartan  | Avapro           | 11–15 h                  | 90–95%                    | 70%                   | 1%/99%                       | No                        | 150–300 mg        |
| Telmisartan | Micardis         | 24 h                     | >99%                      | 42–58%                | 1%/99%                       | No                        | 40–80 mg          |
| Eprosartan  | Teveten          | 5 h                      | 98%                       | 13%                   | 30%/70%                      | No                        | 400–800 mg        |
| Olmesartan  | Benicar/Olmetec  | 14–16 h                  | >99%                      | 29%                   | 40%/60%                      | No                        | 10–40 mg          |
| Azilsartan  | Edarbi           | 11 h                     | >99%                      | 60%                   | 55%/42%                      | No                        | 40–80 mg          |
| Fimasartan  | Kanarb           | 7-11 h                   | >97%                      | 30-40%                | -                            | -                         | 30-120 mg         |